# Histoire de l'université Columbia

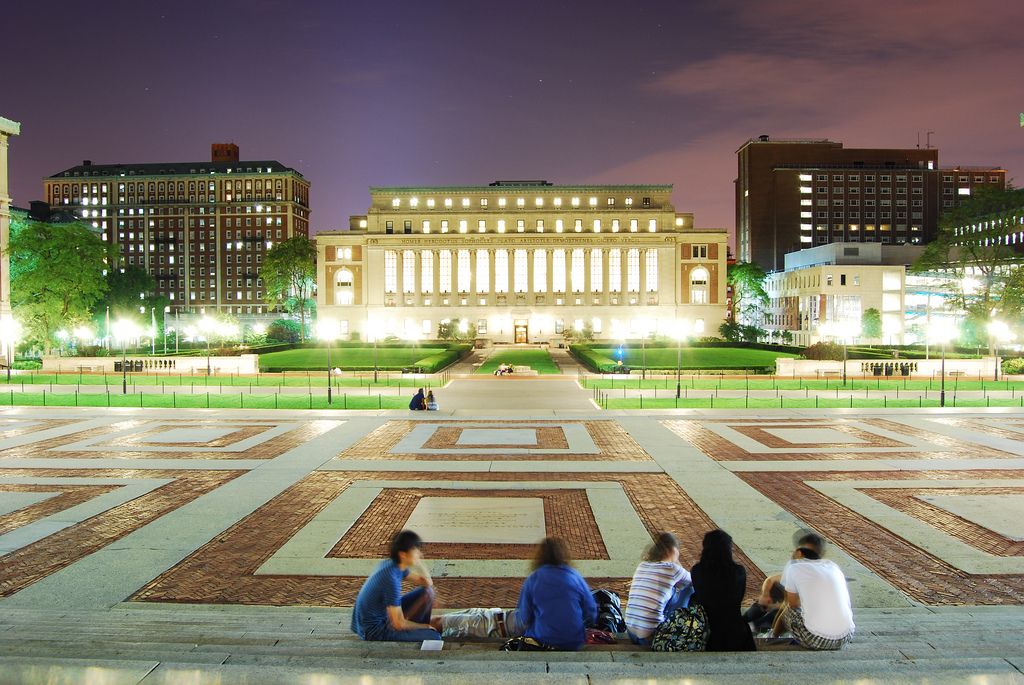
Le parvis de l'université Columbia, une université membre de la Ivy League à New York, fondée avant la création des États-Unis d'Amérique.

L'histoire de l'université Columbia retrace la fondation, l'évolution et le développement de l'université Columbia, créée en 1754 à New York sous le nom de King's College, par charte royale du roi George II. Il s'agit de la plus vieille université de l'État de New York, et la cinquième plus ancienne des États-Unis.

## Fondation (1704-1754)

### Genèse de l'université

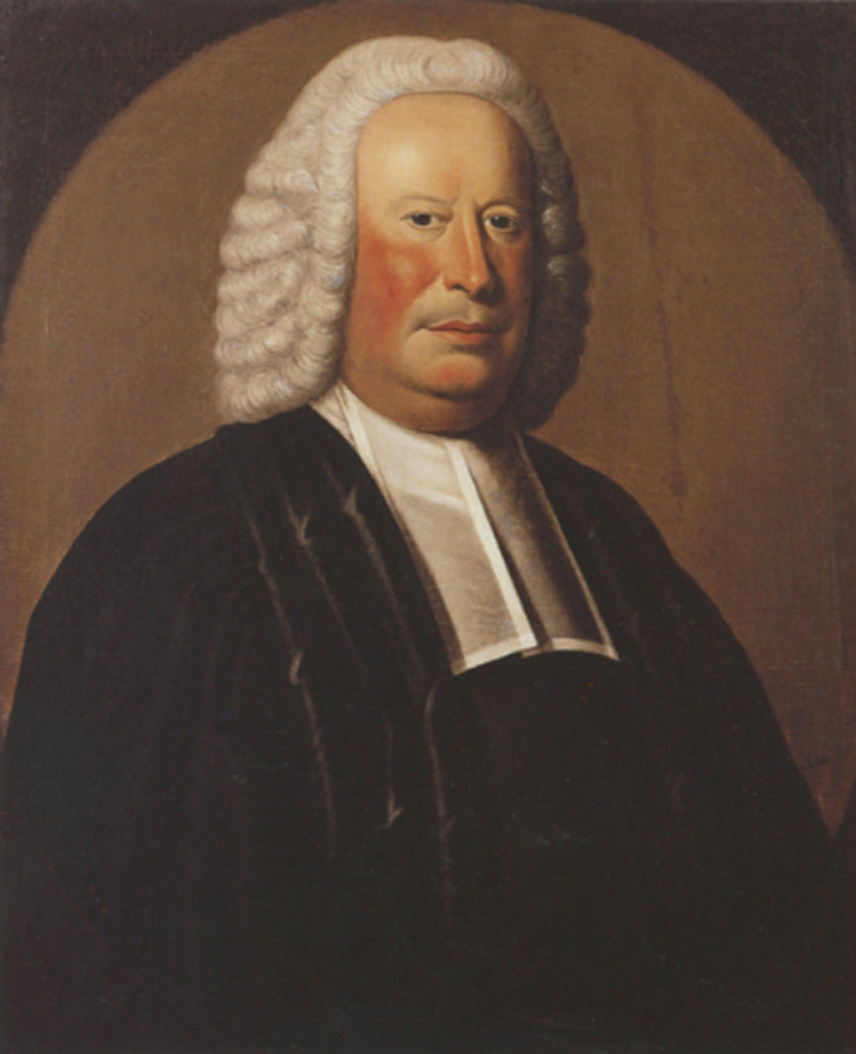
Le révérend Samuel Johnson, premier président du King's College

Si New York passe sous le contrôle de l'Angleterre en 1674, la question de la fondation d'une université au sein de la ville n'est soulevée qu'au début du XVIIIe siècle. Ce retard est souvent attribué au grand éparpillement des langues et des religions pratiquées dans la province de New York, qui rendaient difficile la fondation d'une université. Durant la période coloniale, les universités étaient considérés comme des institutions religieuses en même temps que des lieux de réflexion scientifique et littéraire. L'attente entre la  fondation de la province de New York et l'ouverture de sa première université contraste avec le cas de l'université Harvard, créée six ans seulement après la fondation de Boston, dans le Massachusetts, une colonie peuplée de puritaine et qui était de ce fait plus homogène.
Les discussions au sujet de la fondation d'une université dans la province de New York commencent véritablement en 1704, lorsque le colonel Lewis Morris écrit à la Society for the Propagation of the Gospel in Foreign Parts, la branche missionnaire de l'Église d'Angleterre, pour la persuader de créer une université à New York, considérant la ville comme un endroit idéal pour créer une université. Morris avait initialement imaginé que l'université soit construite sur un terrain défini, qui avait été dévolu à la Trinity Church de New York par la reine Anne et Edward Hyde en 1705. Sa proposition de créer une université n'aboutit que près de cinquante ans plus tard. La fondation de Harvard en 1636, et de Yale en 1701, n'avait pas incité les marchands de New York à créer une institution concurrente. L'élément déclencheur, toutefois, est l'annonce au cours de l'été 1745 que le New Jersey, qui avait obtenu seulement sept ans auparavant un gouvernement distinct de celui de New York (et était toujours considéré par les New-Yorkais comme faisant partie de son bassin culturel), était sur le point de fonder le College of New Jersey, aujourd'hui université de Princeton.
Les années précédant la fondation de l'école sont marquées par des débats et des controverses, divers groupes s'affrontant pour déterminer son emplacement et son affiliation religieuse. Les négociations sont remportées par ceux qui souhaitaient l'implantation de l'université à New York, tandis que l'Église d'Angleterre a eu gain de cause sur la question de l'affiliation religieuse de l'établissement. Cependant, tous les groupes constitutifs conviennent alors de s'engager à respecter les principes de liberté religieuse lors de l'établissement des politiques de l'université.

### Fondation
En 1746, une loi est adoptée par l'assemblée générale de New York pour lever 2 250 £, grâce à une loterie publique, pour fonder une nouvelle université, quand bien même l'université n'avait ni dénomination, ni emplacement pour son campus. En 1751, l'assemblée nomme une commission composée de dix résidents de la ville de New York, dont sept étaient membres de l'Église anglicane, pour superviser les fonds accumulés par la loterie de l'État et y permettre la fondation d'une université. Des fonds sont également apportés par certaines des personnes les plus riches de l’époque, notamment de nombreux propriétaires d’esclaves et marchands d’esclaves. En mars de l'année suivante, les sacristains de l'église Trinity offrent à la commission les six acres les plus au nord de son terrain pour y installer l'université. Cependant, les protestations considérables de William Livingston et d'autres membres de la commission, qui estimaient que l'université ne devait pas être affilié à une religion particulière, ont retardé davantage la fondation de l'établissement. Malgré les objections soulevées par  Livingston et quelques autres, la commission vote en faveur de l'acceptation des terres de la Trinity Church, acceptant la condition qui était que l'université soit affiliée à l'Église d'Angleterre. La commission élit comme premier président Samuel Johnson, un savant  éminent qui avait obtenu son doctorat à l'université d'Oxford, et qui avait déjà été sollicité pour diriger le College of Philadelphia (aujourd'hui université de Pennsylvanie).

## Premières années (1754-1784)

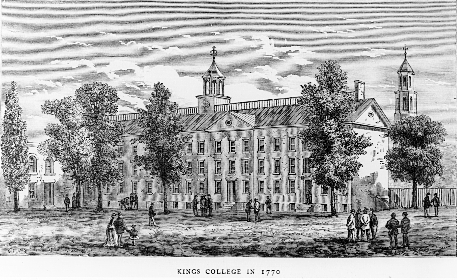
King's College Hall, 1770

### Premières années et présidences de Samuel Johnson et Myles Cooper
Les premiers cours se tiennent en juillet 1754. La raison de cette inauguration tardive est liée à la difficulté que l'université a eue à recruter un corps enseignant adéquat. Johnson était le seul enseignant du premier cours dispensé à l'université, où seuls huit étudiants étaient inscrits. L'enseignement se tenait dans un nouveau bâtiment, destiné à l'enseignement, attenant à la Trinity Church, situé au niveau de ce qui est aujourd'hui le sud de Broadway à Manhattan. L'université est fondée le 31 octobre 1754 sous le nom de King's College grâce à une charte royale du roi George II ; elle est ainsi le plus ancien établissement d'enseignement supérieur de l'État de New York et le cinquième plus ancien des États-Unis. Le 3 juin de l'année suivante, les gouverneurs du King's College adoptent un design préparé par Johnson qui devient le sceau officiel du College, et qui continue d'être celui du Columbia College avec le changement de nom.
En 1760, le King's College déménage pour occuper son propre bâtiment donnant su Park Place, près de l'actuel hôtel de ville. En 1767, l'université crée la première faculté de médecine américaine à décerner le diplôme de docteur en médecine.
La fondation de la nouvelle université à New York est source de controverses, car il s'agissait d'une institution dominée par l'Église d'Angleterre, elle-même soumise à l'influence de fonctionnaires de la Couronne britannique, siégeant au sein du conseil d'administration. On y trouvait par exemple l'archevêque de Cantorbéry et le secrétaire d'État aux Colonies. Les craintes concernant un accroissement de l'influence de l'Église d'Angleterre et de la Couronne en Amérique par le biais du King's College étaient d'autant plus forte que l'université était très riche, dépassant, de loin, toutes les universités coloniales de l'époque.

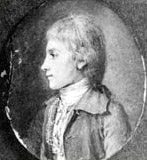
Alexander Hamilton fait partie d'une des premières promotions de l'université.

En 1763, le président Johnson est remplacé par Myles Cooper, diplômé du Queen's College de l'université d'Oxford, et fervent conservateur, membre du parti Tory. La controverse politique domine les débats au sein de l'université, au seuil de la Révolution américaine ; le principal adversaire de Cooper est alors un étudiant de la promotion de 1777, Alexander Hamilton. Hamilton se retrouve un jour à protéger le président lorsqu'une foule d'opposants à Cooper s'introduit dans l'université pour le passer à tabac ; l'étudiant retient l'attention de la foule avec un long discours, donnant au président de l'université  suffisamment de temps pour s'échapper. L'année suivante, la guerre d'indépendance éclate et l'université est transformée en hôpital militaire et en caserne.

### L'université pendant la guerre d'Indépendance
La Révolution américaine et la guerre ont des conséquences néfastes sur l'université. Elle doit suspendre l'enseignement pendant huit ans à partir de 1776 avec l'arrivée de l'armée continentale au printemps de la même année. La suspension se poursuit poursuivie pendant l'occupation militaire de New York par les troupes britanniques jusqu'à leur départ en 1783. La bibliothèque de l'université est pillée et son bâtiment est réquisitionné pour être utilisé comme hôpital militaire par les forces américaines puis britanniques, Bien que l'université ait été considérée comme un bastion du sentiment conservateur, il produit également de nombreux pères fondateurs et dirigeants clés de la génération révolutionnaire – des individus jouent des années plus tard un rôle déterminant dans la renaissance de l'université. Parmi les premiers étudiants et administrateurs du King's College figuraient cinq « pères fondateurs » des États-Unis : John Jay, qui négocie le traité de Paris entre les États-Unis et le Royaume Uni, mettant fin à la guerre d'indépendance, et qui devient plus tard le premier juge en chef des États-Unis ; Alexander Hamilton, assistant militaire du général George Washington, auteur de la plupart des Federalist Papers et premier secrétaire au Trésor ; Gouverneur Morris, auteur du projet final de la Constitution des États-Unis ; Robert R. Livingston, membre du Comité des Cinq, qui a rédigé la Déclaration d'indépendance ; et Egbert Benson qui a représenté New York au Congrès continental et à la Convention d'Annapolis, et qui a ratifié la Constitution des États-Unis.

## Après la guerre d'Indépendance (1784-1800)

### Le Columbia College sous les Régents (1784-1787)

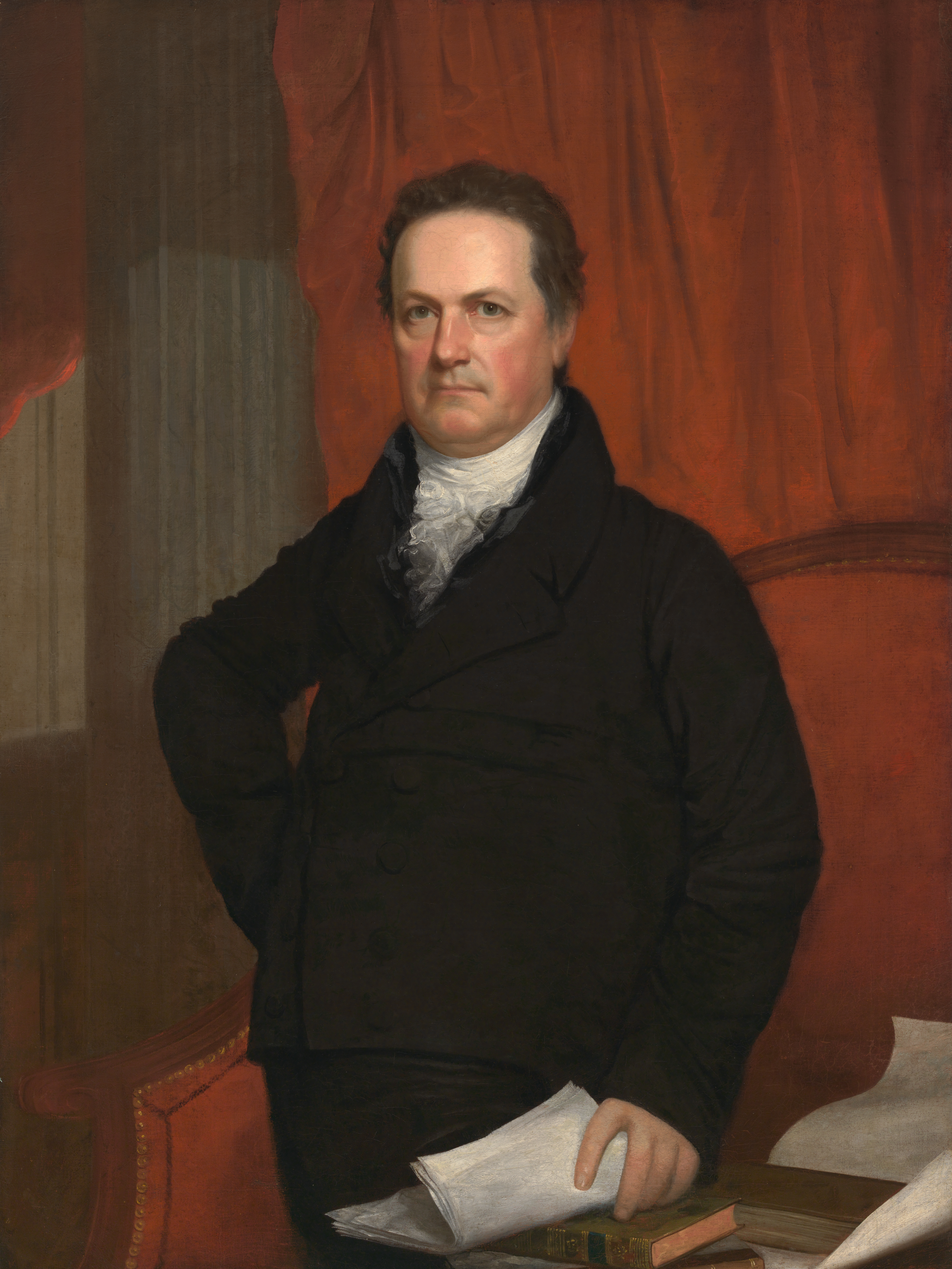
DeWitt Clinton, l'un des premiers étudiants inscrits au Columbia College

Le King's College est suspendu huit ans à partir du début de la guerre. De nombreux membres du conseil d'administration de l'université s'absentent pendant la révolution ou sont tués. L'université se tourne vers l'État de New York pour qu'il l'aide à retrouver sa vitalité, en promettant d'apporter à la charte de l'école tous les changements que l'État pourrait exiger. Le parlement accepte d'aider l'université et, le 1er mai 1784, vote une « loi accordant certains privilèges au College appelé jusqu'ici King's College ». La loi créé un Conseil des régents pour superviser le retour du  King's College, leur accordant le pouvoir d'embaucher un président pour l'université et de nommer des professeurs, mais interdisant à l'université de faire administrer un « serment religieux » à ses professeurs. Enfin, afin de démontrer son soutien à la jeune République, le parlement stipulait que « l'Université de la ville de New York appelé jusqu'ici King's College sera désormais appelée et connu à jamais sous le nom de Columbia College ».
Le 5 mai 1784, les régents tiennent leur première réunion, chargeant le trésorier Brockholst Livingston et le secrétaire Robert Harpur (qui était professeur de mathématiques et de philosophie naturelle à King's College) de récupérer les livres, registres et tout autre bien de l'université ayant été dispersé pendant la guerre. Ils nomment également un comité pour superviser les réparations du bâtiment de l'établissement. En outre, les régents agissent rapidement pour reconstruire la faculté enseignante de Columbia, nommant notamment William Cochran enseignant de grec ancien et de latin. Au cours de l'été 1784, après que le parlement a adopté la loi rétablissant l'université, le major général James Clinton, héros de la guerre révolutionnaire, emmène son fils DeWitt Clinton à New York pour l'inscrire comme étudiant au College of New Jersey. Lorsque James Duane, maire de New York et membre des Régents, apprend que le jeune Clinton allait quitter l'État pour poursuivre ses études, il supplie Cochran de l'admettre à l'université. Cochran accepte, en partie parce que l'oncle de DeWitt, George Clinton, le gouverneur de New York, avait récemment été élu chancelier de l'université par les régents. DeWitt Clinton devient ainsi l'un des neuf étudiants admis à Columbia en 1784.
Sous les Régents, de nombreux efforts sont déployés pour refonder l'université sur une base solide. Elle est organisée en quatre facultés d'arts, de théologie, de médecine et de droit. Un certain nombre de chaires sont créées au sein de chaque faculté, tandis que l'université restait sous la tutelle des Régents. Le personnel de l'université – qui comprenait de nombreux professeurs susmentionnés, un président, un secrétaire et un bibliothécaire – fonctionnait avec un budget annuel de 1 200 £. Au cours de cette période, aucun président ne peut être nommé, du fait  des fonds insuffisants de l'université qui empêchaient  d'offrir un salaire suffisant pour recruter un excellent président. Les fonctions de président sont donc exercées par différents professeurs de l'école, conduisant à des tensions entre les membres du corps professoral de l'école. Les Régents prennent  conscience de la faiblesse de la gouvernance de l'université en février 1787, et nomment un comité de révision dirigé par John Jay et Alexander Hamilton. En avril de la même année, de nouveaux status sont adoptés pour l'université, toujours en vigueur aujourd'hui, accordant le pouvoir à un conseil d'administration privé de vingt-quatre administrateurs.

### Le Columbia College en tant qu'entité indépendante (1787-1799)

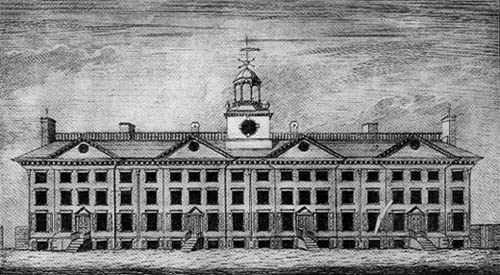
College Hall, en 1790

Le 21 mai 1787, William Samuel Johnson, le fils du Dr Samuel Johnson, est élu président du Columbia College à l'unanimité. Avant de travailler au sein de l'université, Johnson avait participé au premier congrès continental et avait été choisi comme délégué à la Convention constitutionnelle. Pendant un temps pendant les années 1790, avec la ville de New York comme capitale fédérale et de l'État et le pays sous des gouvernements fédéralistes successifs, une université ressuscitée prospère sous les auspices de fédéralistes tels que Hamilton et Jay. Le président George Washington et le vice-président John Adams assistent à la cérémonie d'ouverture de l'université le 6 mai 1789, en hommage aux nombreux anciens élèves de l'école ayant joué un rôle déterminant dans l'indépendance du pays.
Sous la présidence de Johnson, le campus de l'université commence à s'agrandir et, en 1792, une extension de la bibliothèque est construite pour accueillir la bibliothèque grandissante, grâce à une subvention du parlement de l'État de New York. En décembre 1793, le poste de professeur de droit est pourvu par l'élection de James Kent, qui donne le premier enseignement de droit qui ait été dispensé dans une université américaine, et est un précurseur de l'école de droit de l'université. Le 16 juillet 1800, le président Johnson, âgé de soixante-quatorze ans, démissionne. En 1801, le conseil d'administration nomme Charles Henry Wharton comme successeur. Wharton devait assumer le poste de président lors des cérémonies d'ouverture du mois d'août, mais ne s'y présente pas et démissionne à l'automne.

## Stagnation (1800-1857)

### L'université au début du siècle
Malgré l'acceptation par l'université de divers groupes religieux et ethniques, au cours de la période 1785-1849, la vie institutionnelle de l'université est une lutte continue pour sa survie, en raison de moyens insuffisants et du manque de soutien financier,.
Au début du XIXe siècle, le programme de l'université était axé sur l'étude des humanités et lettres classiques. En conséquence, la principale condition à l’admission à l'université était la connaissance du grec et du latin, ainsi qu'une compréhension de base des mathématiques. En 1810, un comité constitué par des membres de l'université décide que l'université doit resserrer considérablement ses normes d'admission ; néanmoins, l'admission d'étudiants augmente, avec 135 inscrits en 1810. Au cours de la décennie précédente, la taille moyenne d'une promotion diplômée était de dix-sept.
L'université n'ayant alors pas de programme sportif, la vie étudiante se concentrait sur des groupes littéraires, tels que la Société Philolexienne, fondée en 1802. En 1811, le nouveau président, William Harris, préside ce qui est ensuite appelé la « Cérémonie de fin d'année des émeutiers » au cours de laquelle les étudiants protestent violemment contre la décision de la faculté de ne pas conférer de diplôme à John Stevenson, qui avait inséré des mots répréhensibles dans son discours d'ouverture.
Le bâtiment principal qui abritait l'université était délabré et inesthétique ; cependant, les fonds de l'université augmentent du fait de l'importance croissante de ses investissements immobiliers, même si la véritable valeur de certaines de ces acquisitions n'est révélée que plus d'un siècle plus tard. Par exemple, en 1814, le parlement de de New York répond à l'appel à l'aide financière de l'université en lui donnant le jardin botanique d'Elgin, un terrain de vingt acres qui avait été aménagé à titre privé comme premier jardin botanique du pays par le médecin David Hosack, mais que ce dernier avait fermé et revendu à perte à l'État. Le site, qui avait été érigé en dehors des limites de la ville en 1801, fut loué par Columbia à John D. Rockefeller Jr. dans les années 1920 pour la construction du Rockefeller Center,. Il appartenait encore à Columbia jusqu'en 1985, date à laquelle il est vendu pour 400 millions de dollars. Au cours des années 1820, l'université rénove son campus et continue à rechercher des subventions de l'État, tout en élargissant lentement la portée de son offre de cous, ajoutant des cours d'italien en 1825.

### Création de l'école de médecine
En novembre 1813, l'université accepte de fusionner sa faculté de médecine avec le Collège des médecins et chirurgiens, une nouvelle école créée par les Régents de New York, formant l'école des médecins et chirurgiens de l'université Columbia. 

### Concurrence avec la New York University
Les inscriptions, la structure et les universitaires de l'université se maintiennent pendant les quarante années suivants. La plupart des présidents de l'université font peu pour faire évoluer l'établissement. Ajoutant aux malheurs de l'université pendant cette période, en 1831, elle commence à faire face à une concurrence directe sous la forme de l'université de New York. Cette dernière disposait d'un programme d'enseignement plus utilitaire, contrastant avec l'accent mis par Columbia sur les humanités classiques. Preuve de la popularité de la NYU, dès la deuxième année de son fonctionnement, elle comptait 158 étudiants, alors que l'université Columbia, quatre-vingts ans après sa fondation, n'en comptait que 120. Les administrateurs de Columbia avaient tenté de bloquer la fondation de NYU en publiant des brochures pour dissuader le parlement d'ouvrir une autre université, alors que Columbia continuait à avoir des difficultés financières. En juillet 1854, le Christian Examiner de Boston, dans un article intitulé « Les difficultés récentes du Columbia College », notait que l'école était « bonne en lettres classiques » mais « faible en sciences » et comptait « très peu de diplômés distingués ».
Lorsque Charles King devient président de l'université en novembre 1849, cette dernière est très endettée, ayant dépassé son budget prévisionnel d'environ 2 200 $ au cours des quinze dernières années. Lors de son investiture officielle, King mentionne les devoirs et responsabilités du personnel universitaire et énumère les avantages qu'il y aurait à imiter le système universitaire anglais. À cette époque, les investissements de l'université dans l'immobilier new-yorkais, en particulier dans le jardin botanique, deviennent la principale source de revenus réguliers, principalement en raison de l'augmentation rapide de la population de la ville.

## Agrandissement (1857-1896)

### Création d'écoles et d'institutions

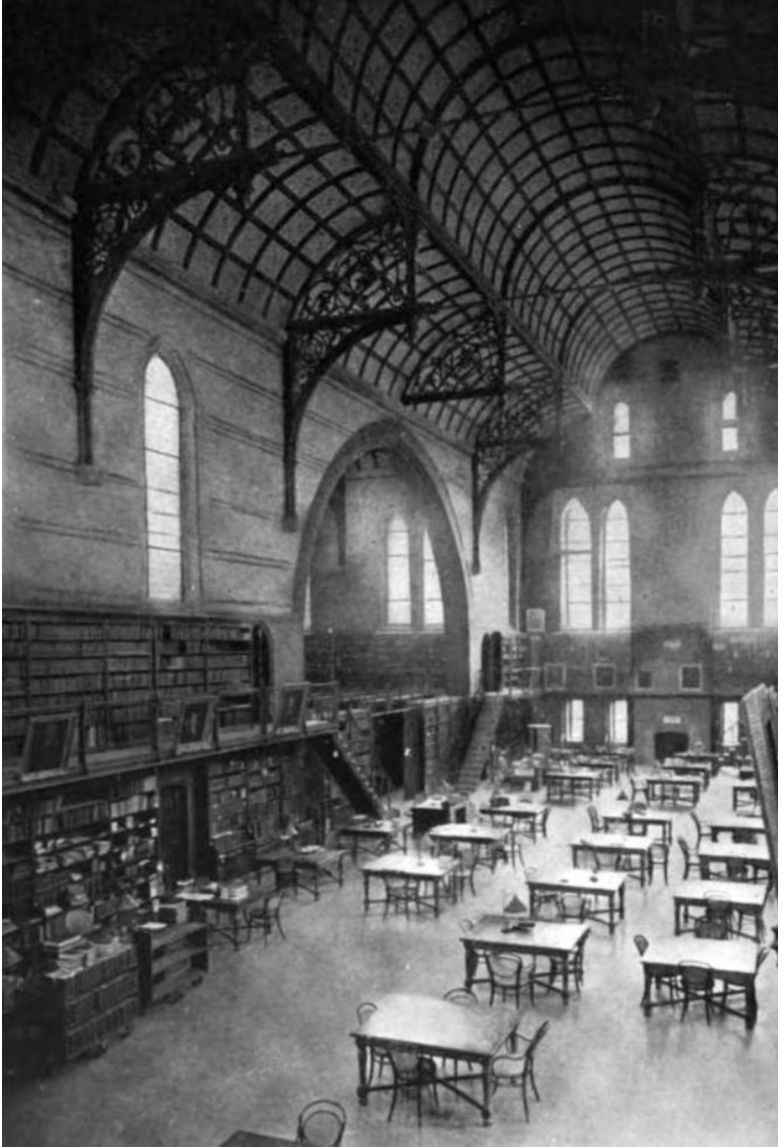
Intérieur de la bibliothèque du campus de Columbia situé à Madison Avenue

Le déménagement sur un nouveau campus coïncide avec une nouvelle perspective pour l'université ; en 1857, le président de ce qui est alors Columbia College, Charles King, qualifie Columbia d'« université ». Durant la seconde moitié du XIXe siècle, sous la houlette du président Frederick A.P. Barnard, l'institution prend les formes d'une véritable université moderne. La Columbia Law School est fondée en 1858, et en 1864, la School of Mines, première institution de ce type du pays et le précurseur de l'actuelle Fu Foundation School of Engineering and Applied Science, est créée. Les facultés supérieures de sciences politiques, de philosophie et de sciences pures décernent leur premier doctorat en 1875,. Le Barnard College, destiné aux étudiantes, est créé par le président éponyme de Columbia en 1889. L'école des médecins et chirurgiens passe sous l'égide de l'université en 1891, suivi du Teachers College en 1893.
Parmi les nouveaux bâtiments construits à cet endroit se trouvent Hamilton Hall (1879), ainsi que des bâtiments pour l'École des Mines (1880-1884) et un bâtiment pour la bibliothèque et la faculté de droit.

### Début des compétitions sportives
Cette période voit également l'inauguration de la participation de l'université aux compétitions sportives universitaires, avec la création de l'équipe de baseball en 1867, l'organisation de l'équipe de football en 1870, et la création d'une équipe d'aviron en 1873. Le premier match de football interuniversitaire auquel Columbia participe se solde par une défaite de 6 à 3 contre l'université Rutgers. Le Columbia Daily Spectator commence à paraître au cours de cette période, en 1877.

## Développement (1896-1941)

### Renommage et installation sur le campus de Morningside Heights

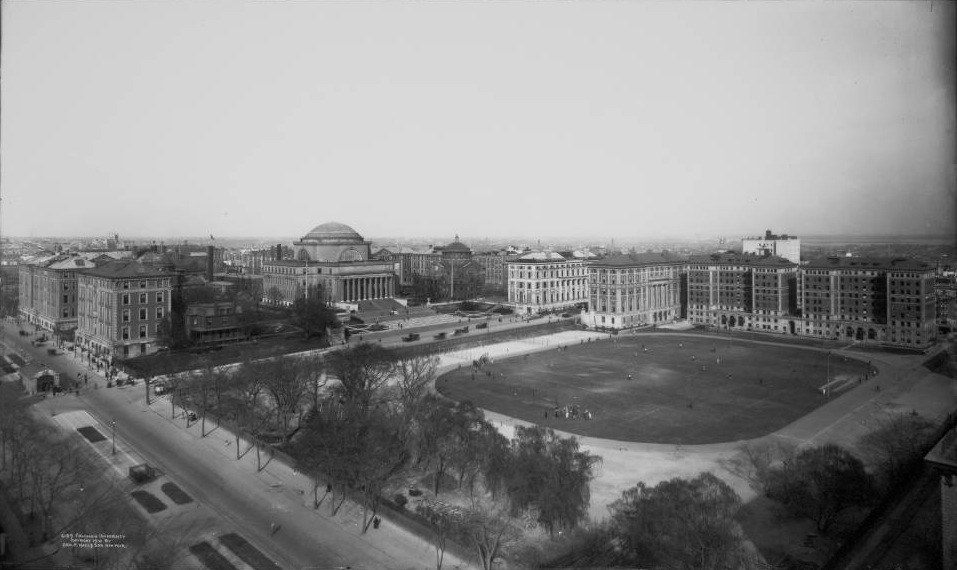
Campus de l'université à Morningside Heights, 1910

En 1896, les membres du conseil d'administration autorisent l'utilisation du nom de « Columbia University » pour désigner une institution qui, jusqu'alors, était appelée Columbia College. L'école d'ingénieurs est rebaptisée « École des Mines, de l'Ingénierie et de la Chimie ». Au même moment, le président de l'université, Seth Low, déménage à nouveau le campus, de la 49e rue à son emplacement actuel. Ainsi, le campus devient plus spacieux (et, à l'époque, plus rural), installé au cœur du quartier en développement de Morningside Heights. Le site était autrefois occupé par le Bloomingdale Insane Asylum. L'un des bâtiments de l'asile, la maison du directeur (plus tard connue sous le nom de East Hall et Buell Hall), existe toujours.
Le bâtiment souvent décrit comme emblématique de Columbia est la pièce maîtresse du campus de Morningside Heights, la Bibliothèque Low Memorial. Construit en 1895, le bâtiment est encore qualifié de bibliothèque, bien qu'elle ait été transférée hors du bâtiment en 1934. Il abrite les bureaux du président de l'université et du provost, le centre des visiteurs, la salle des administrateurs, et la salle de Columbia Security. Inspiré du Panthéon, il est surmonté du plus grand dôme en granit des États-Unis.

### Succès et renommée
Sous la direction du successeur de Low, Nicholas Murray Butler, Columbia devient rapidement la principale institution de recherche du pays, établissant le modèle de « multiversité » que les universités adopteront plus tard. Sur le campus de Morningside Heights, Columbia centralise sur un seul campus le Columbia College (destiné au niveau licence), la faculté de droit, les facultés supérieures, l'École des mines (prédécesseur de l'École d'ingénierie) et la faculté des médecins et chirurgiens. Butler demeure président pendant plus de quatre décennies et devient un membre important de la vie publique américaine (en tant que candidat à la vice-président du pays et lauréat du prix Nobel ). Il introduit des pratiques commerciales « de centre-ville » dans l'administration universitaire et conduit à des innovations en termes de réformes intérieures, telles que la centralisation des affaires académiques, la nomination directe des doyens, des recteurs et des secrétaires, ainsi que la formation d'une bureaucratie universitaire professionnalisée, sans précédent parmi les universités américaines de l’époque.
À la fin des années 1930, un étudiant à Columbia peut étudier avec Jacques Barzun, Paul Lazarsfeld, Mark Van Doren, Lionel Trilling et Isidor Rabi. Les diplômés de l'université à cette époque sont tout aussi accomplis : par exemple, deux anciens élèves de la faculté de droit de Columbia, Charles Evans Hughes et Harlan Fiske Stone (qui occupait également le poste de doyen de la faculté de droit), sont successivement juges en chef des États-Unis.

### Fondation de la Columbia University Press

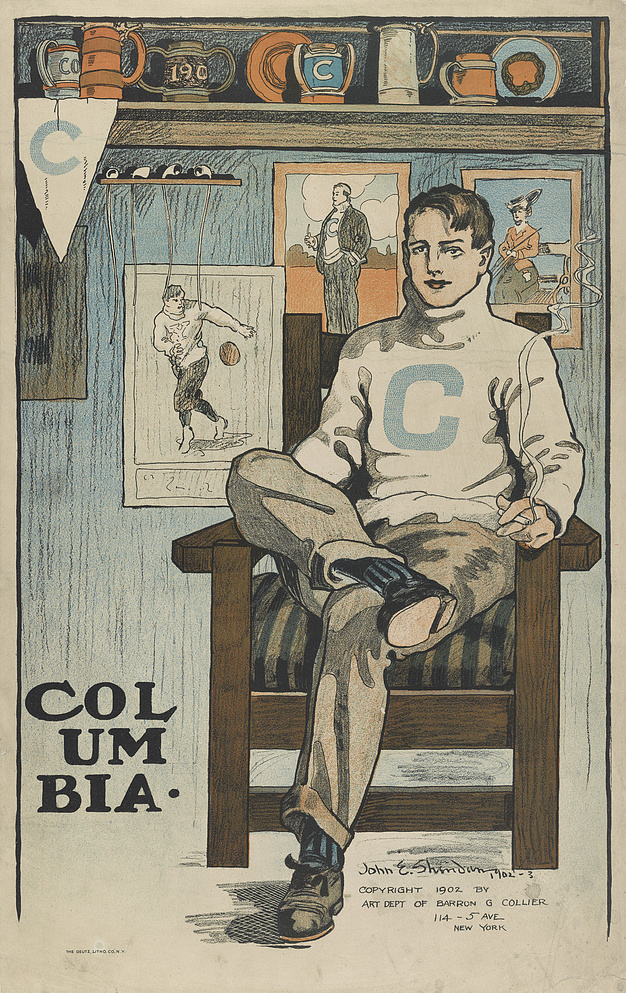
Archétype de l'étudiant de l'université Columbia, d'après une affiche de 1902

En 1893, l'université crée sa propre maison d'édition, la Columbia University Press, afin de « promouvoir l'étude de sujets économiques, historiques, littéraires, scientifiques et autres ; et pour promouvoir et encourager la publication d'œuvres littéraires incarnant des recherches originales sur ces sujets ». Parmi ses publications figurent The Columbia Encyclopedia, publiée pour la première fois en 1935, et The Columbia Lippincott Gazetteer of the World, dont la publication débute en 1952. 
En 1902, le magnat de la presse new-yorkaise Joseph Pulitzer fait don d'une somme substantielle à l'université pour la fondation d'une école de journalisme. Le résultat est  l'ouverture en 1912 de la Graduate School of Journalism, la seule école de journalisme de la Ivy League. L'école est l'administrateur du prix Pulitzer et du prix duPont-Columbia en journalisme audiovisuel,.

### Réorganisations administratives
En 1904, Columbia organisa des cours du soir pour adultes, au sein d'un programme appelé Extension Teaching (rebaptisé plus tard University Extension). Ces cours donnent naissance au Columbia Writing Program, à la Columbia Business School et à la School of Dentistry.
En 1928, le Seth Low Junior College est créé par l'université afin de réduire le nombre de candidats juifs au Columbia College,. Ce College ferme en 1938 en raison des effets néfastes de la Grande Dépression et ses étudiants sont transférés à l'université même.

## La Seconde Guerre mondiale (1941-1945)

### Recherches nucléaires et projet Manhattan
Les recherches sur l'atome menées par les professeurs John R. Dunning, Isidor Rabi, Enrico Fermi et Polykarp Kusch placent le département de physique de l'université sous les projecteurs internationaux dans les années 1940, après la construction de la première pile nucléaire pour lancer ce qui devient le projet Manhattan. 

### Préparation à la guerre
Pendant la Seconde Guerre mondiale, le campus de Columbia fait partie des 131 universités à l'échelle nationale participant au programme de formation du V-12 Navy College qui offrait aux étudiants l'opportunité de travailler dans la marine.

## De l'après-guerre à la fin de la Guerre froide (1945-1991)

### Mise en place de la School of International and Public Affairs
Après la fin de la Seconde Guerre mondiale, la School of International and Public Affairs (SIPA) est fondée en 1946, en proposant un master en affaires internationales. Pour satisfaire un désir croissant de professionnels qualifiés dans la fonction publique, l'école offre un Master of Public Administration en 1977. SIPA introduit un MPA en sciences et politiques de l'environnement en 2001 et, en 2004, SIPA inaugure son premier programme de doctorat, le doctorat interdisciplinaire en développement durable.

### L'université dans la Guerre froide
Dwight Eisenhower est président de l'université de 1948 jusqu'à ce qu'il devienne président des États-Unis en 1953,,.
Pendant la Guerre froide, l'université est l'un des principaux centres de recrutement de la Central Intelligence Agency, qui finance certains de ses laboratoires, ainsi que le centre d'études russes.

### Révoltes étudiantes et pacification
Au cours des années 1960, l'université connaît un activisme étudiant à grande échelle centré sur la guerre du Viêt Nam et la revendication de meilleurs droits étudiants. De nombreux étudiants, dirigés par les Students for a Democratic Society et son président Mark Rudd, manifestent contre les liens de l'université avec le complexe militaro-industriel américain, ainsi que  contre ses projets controversés de construction d'un gymnase à Morningside Park. La ferveur sur le campus atteint son paroxysme au printemps 1968 lorsque des centaines d'étudiants occupent des bâtiments. L'incident contraint à la démission le président de l'époque, Grayson Kirk, et conduit à création du Sénat universitaire,.
Barack Obama étudie à l'université Columbia au début des années 1980.
Le Columbia College admet pour la première fois des femmes à l'automne 1983, après une décennie d'échecs dans les négociations avec le Barnard College, un établissement entièrement féminin affilié à l'université, en vue de fusionner les deux écoles. Barnard College demeure affilié à Columbia et tous les diplômés de Barnard reçoivent des diplômes autorisés à la fois par Columbia et par Barnard.

### Réorganisations administratives
À la fin du XXe siècle, l'université subit d'importants changements académiques, structurels et administratifs au fur et à mesure qu'elle devient une université de recherche de rang mondial. Pendant une grande partie du XIXe siècle, l'université est composée de facultés décentralisées et distinctes, spécialisées en sciences politiques, en philosophie et en sciences pures. En 1979, ces facultés sont fusionnées pour former la Graduate School of Arts and Sciences. En 1991, les facultés du Columbia College, de General Studies, de la Graduate School of Arts and Sciences, de l'École des arts et de Professional Studies, sont fusionnées pour former la Faculté des arts et des sciences, conduisant à une intégration académique accrue et une gouvernance centralisée de ces écoles. En 2010, SIPA, qui faisait auparavant partie de la Faculté des arts et des sciences, devient une faculté indépendante.
La University Extension, qui donnait des cours du soir, moyennant des frais de scolarité, à toute personne souhaitant y assister, est organisée en 1947 et transformée en une nouvelle école appelée General Studies, de niveau licence. Elle accueille des GI de retour après la Seconde Guerre mondiale. En 1995, General Studies est de nouveau réorganisée en un College d'arts libéraux à part entière pour des étudiants atypiques (ceux qui ont connu une interruption académique d'un an ou plus), et est pleinement intégrée au programme d'études de niveau licence de Columbia. La même année, la Division des programmes spéciaux (plus tard renommée en École de formation continue, et maintenant School of Professional Studies) est créée pour reprendre l'ancien rôle d'extension universitaire. Alors que l'école n'offrait à ses débuts que des programmes non diplômants pour les apprenants permanents et les étudiants du secondaire, elle propose désormais des programmes diplômants dans un large éventail de domaines professionnels et interdisciplinaires.

## L'université Columbia aujourd'hui (1991-...)
En 1997, la Columbia Engineering School est rebaptisée Fu Foundation School of Engineering and Applied Science, en l'honneur de l'homme d'affaires chinois Fu, qui fait don de 26 millions de dollars à l'université.
En 2024, dans le sillage de la guerre à Gaza depuis 2023, l'université Columbia devient l'épicentre de la contestation estudiantine face à la guerre et en faveur de la protection des civils gazaouis. Un campement est organisé sur le gazon en face de la bibliothèque Butler.